# Piotr Trochowski
Piotr Trochowski (Tczew, Lengyelország, 1984. március 22. –) német labdarúgó, középpályás.

## Pályafutása

### Klubcsapatban
Trochowski a St. Pauli csapatában kezdte pályafutását. 1999-ben igazolt a Bayern München csapatába, ahol eleinte a junior csapatban játszott és onnan került az amatőr csapatba. De csalódott lehetett, hiszen keveset játszott.
2005 januárjában Hamburgba igazolt. Edzője, Thomas Doll, lehetőséget adott neki, hogy bizonyítson. Két szezon alatt bejátszotta magát a kezdő csapatba, és lőtt 5 gólt (ebből egyet és egy gólpasszt) korábbi csapata, a Bayern München ellen ért el. 2012 óta a spanyol Sevilla játékosa.

### A válogatottban
A német U-20-as válogatottban játszott a 2003-as junior világbajnokságon. 2006 októberében bemutatkozott a felnőtt válogatottban is, egy Grúzia elleni barátságos mérkőzésen. Első gólját a válogatottban Wales ellen szerezte 2008. október 15-én, a 2010-es labdarúgó-világbajnokság selejtezőjén. Tagja volt a német válogatottnak a 2008-as labdarúgó-Európa-bajnokságon.

## Külső hivatkozások
- Ismertetője a dfb.de honlapján